# Megophrys lekaguli
Espèce
Synonymes
- Xenophrys lekaguli (Stuart, Chuaynkern, Chan-ard & Inger, 2006)

Statut de conservation UICN

 LC  : Préoccupation mineure
Megophrys lekaguli est une espèce d'amphibiens de la famille des Megophryidae.

## Répartition
Cette espèce est endémique du Sud-Est de la Thaïlande. Elle se rencontre dans les provinces de Chanthaburi et de Sa Kaeo.

## Étymologie
Cette espèce est nommée en l'honneur du biologiste Boonsong Lekagul (1907-1992).

## Publication originale
- Stuart, Chuaynkern, Chan-ard & Inger, 2006 : Three new species of frogs and a new tadpole from eastern Thailand. Fieldiana, Zoology, New Series, no 111, p. 1-19 (texte intégral).